# الکساندر دپاتی
الکساندر دپاتی (انگلیسی: Alexandre Despatie؛ زادهٔ ۸ ژوئن ۱۹۸۵) یک هنرپیشه و قهرمان کانادایی المپیک و جهان در رشتهٔ ورزشی شیرجه است.
او علاوه بر ۲ مدال نقرهٔ المپیک، ۳ مدال طلا، ۳ نقره و ۲ برنز در مسابقات جهانی ورزش‌های آبی کسب کرده‌است. او همچنین در کانادا، ۹ مرتبه قهرمانِ مسابقاتِ نوجوانان و ۳۷ مرتبه قهرمانِ مسابقاتِ بزرگسالان شیرجهٔ این کشور شده‌است.